# Migdalía Rodríguez Chirino
Migdalía Rodríguez Chirino (* 21. Januar 1992) ist eine venezolanische Fußballschiedsrichterassistentin.
Seit 2016 steht sie auf der Liste der FIFA-Schiedsrichter.
Rodríguez Chirino war Schiedsrichterassistentin bei der Europameisterschaft 2022 in England (im Schiedsrichtergespann von Emikar Calderas Barrera).
Zudem war sie unter anderem bei der U-20-Weltmeisterschaft 2022 in Costa Rica im Einsatz.